# Santa Cruz Futebol Clube (Rio de Janeiro)
Santa Cruz Futebol Clube é uma agremiação esportiva do Rio de Janeiro, fundada a 1 de outubro de 2007. Suas cores são verde, vermelho e branco.

## História

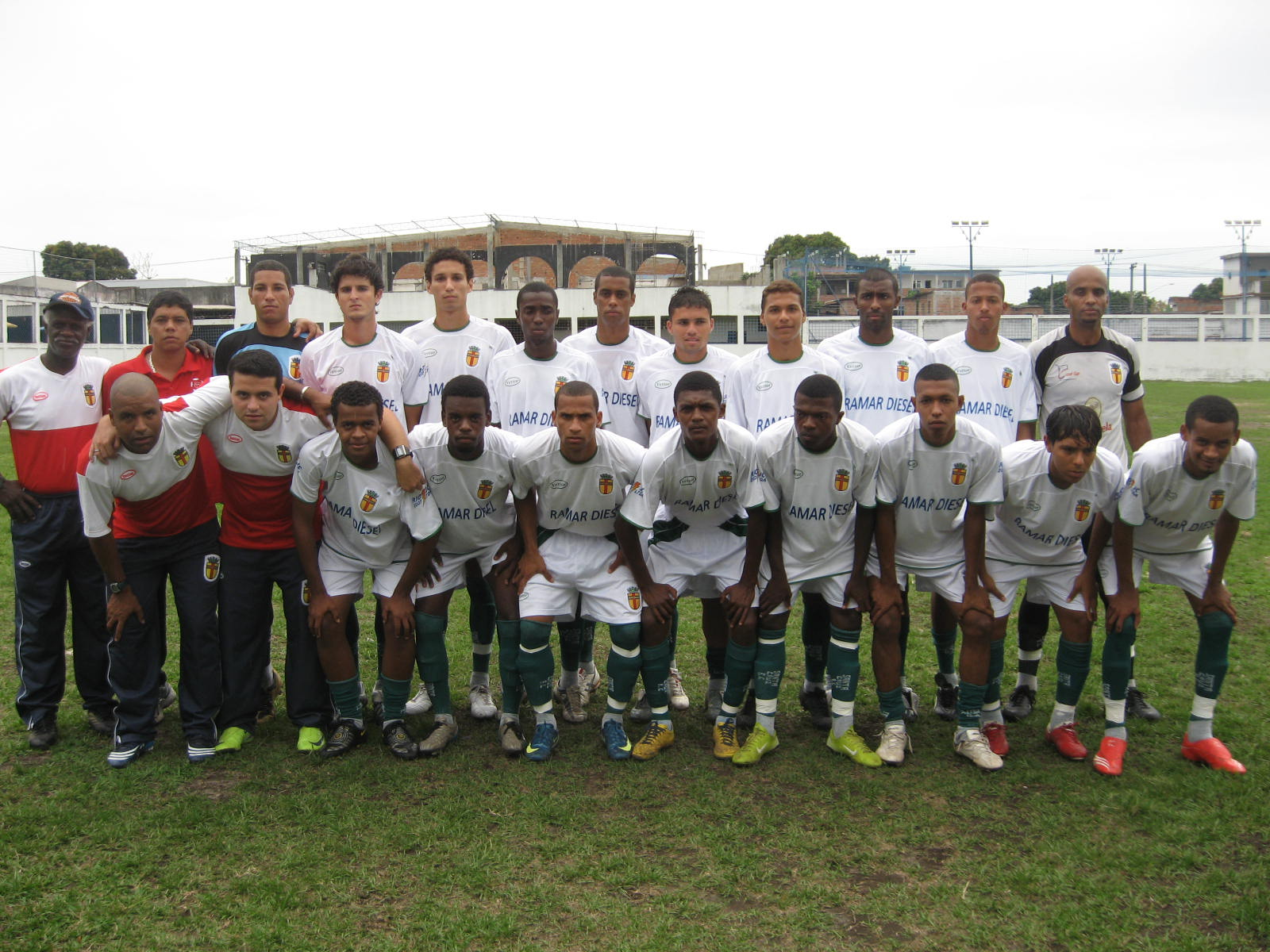
Equipe profissional do Santa Cruz em 2009

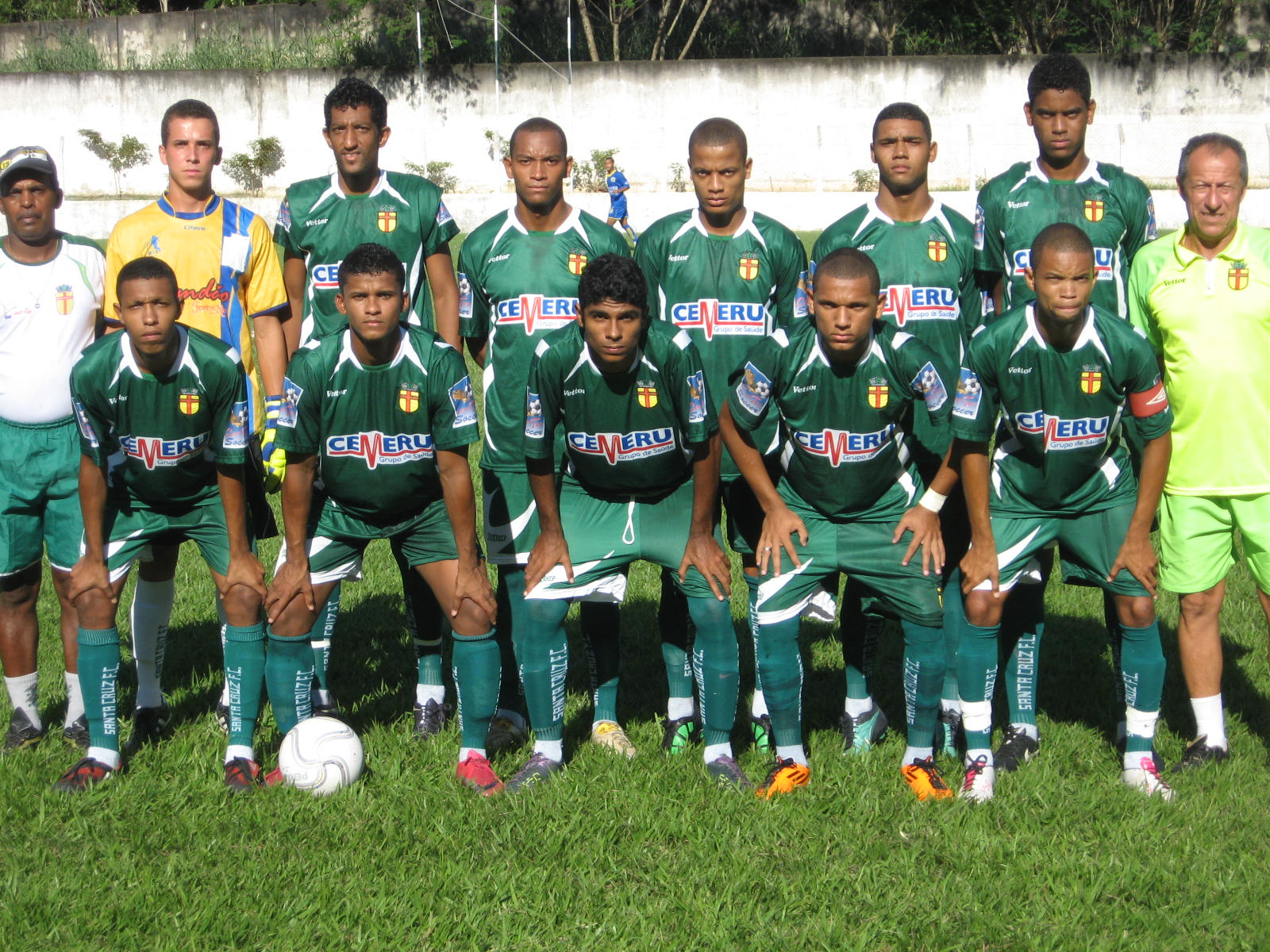
Equipe profissional do Santa Cruz em 2011

O Santa Cruz filiou-se à FFERJ em 2013 e disputou no mesmo ano o Campeonato Estadual da Terceira Divisão de Profissionais, se classificando em segundo lugar no seu grupo para a segunda fase do certame, ao superar na classificação Juventus Futebol Clube, União Central Futebol Clube e Nilópolis Futebol Clube, ficando atrás apenas do Bela Vista Futebol Clube, que terminou como líder dessa primeira etapa.
Na segunda fase, se classificou em primeiro, ao ficar na frente de Leme Futebol Clube Zona Sul, Bela Vista Futebol Clube e Heliópolis Atlético Clube, com gol de Gabriel Fittipaldi, chegando a fase, na qual acaba eliminado pelos classificados Fênix 2005 Futebol Clube e Clube Atlético Castelo Branco, que chegam às semifinais da competição.
Além do Campeonato Estadual da Terceira Divisão de Profissionais e o de Juniores, participa ainda das categorias Mirim, Infantil e Juvenil, promovidas pela FFERJ.
Em 2010, por conta de problemas financeiros, se licencia dos certames promovidos pela FFERJ, mas disputa e vence a categoria Sub-18 do Mundialito de Conchal.
Volta em 2011 às competições de nível profissional, participando do Campeonato Estadual da Série C, a antiga Terceira Divisão do Rio de Janeiro. Passa a mandar seus jogos no estádio Oswaldo Delgado de Moraes, em Paracambi. É presidido por Reinaldo Heitor Frez. Inserido no Grupo "D", o time se classifica em segundo em sua chave atrás do campeão Goytacaz Futebol Clube. O terceiro é a Associação Atlética Carapebus e último classificado o Barcelona Esporte Clube. Rubro Social Esporte Clube e Clube de Futebol São José são eliminados da competição.[carece de fontes?]
Na segunda fase a equipe participa do Grupo "F" e acaba eliminada ao ficar em terceira na chave, atrás do Goytacaz Futebol Clube e Juventus Futebol Clube.[carece de fontes?]
Em 2012, o Santa Cruz pede licença das competições de âmbito profissional.[carece de fontes?]
Em 2017, o time volta a disputar o Campeonato Carioca - Série C.[carece de fontes?]

## Títulos
- 2010 - Campeão do Mundialito de Conchal - Categoria Sub-18;
- 2011 - Campeão Carioca da Série C - Categoria Sub-17;
- 2015 - Campeão Carioca da Série A - Profissional

## Estatísticas

### Participações
|  | Participações em 2025 |

| Competição          | Temporadas | Melhor campanha     | Estreia | Última | P | R |
| Série A2 do Carioca | 1          | 19º colocado (2018) | 2018    | 2018   | – | 1 |
| Série B1 do Carioca | 4          | Vice-campeão (2017) | 2009    | 2019   | 1 | 1 |
| Série C do Carioca  | 3          | Semifinal (2025)    | 2021    | 2025   | – |   |